# Église Saint-Nicolas de Pampelune
L'église Saint-Nicolas de Pampelune est une église catholique située dans le Casco Viejo de Pampelune (Navarre, l'Espagne).

## Histoire
Érigée au XIIe siècle, elle est bâtie non seulement pour la célébration des offices religieux, mais aussi, pour servir de bastion militaire et de refuge aux habitants de la ville, lors des affrontements incessants avec les deux autres Bourgs de la ville (Navarrería et San Saturnin).
En 1222, au cours d'un de ces conflits, un incendie détruit l'église-forteresse romane primitive. Une nouvelle église est alors construite et sera consacrée en 1231. Située dans le Casco Antiguo (vieux quartier), entre la plaza de San Nicolás, la calle San Miguel et le paseo de Sarasate.
Ses lourdes parois et ses grilles, ainsi que ses trois tours de guet, qui subsistent toujours, témoigne de son passé militaire.

## Description

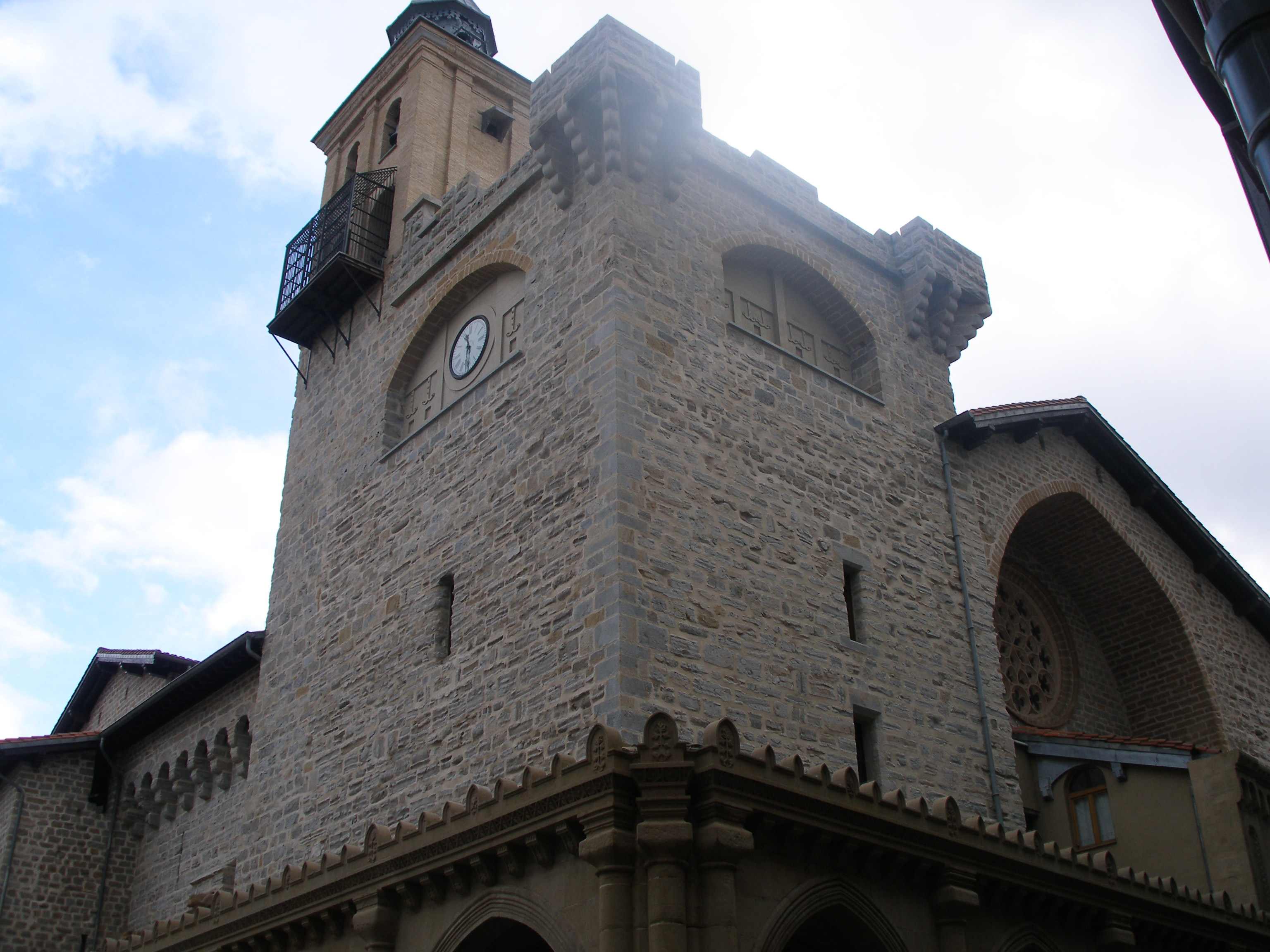
L'église vue depuis la plaza San Nicolás.

Le plan général comme les élévations et l'ajourage sont caractéristiques de l'Architecture gothique.
À l'intérieur, se trouvent des croisées d'ogives des collatéraux et une partie des murs, caractéristiques du  gothique primitif, tandis que les croisées de la nef et les vitraux du presbytère appartiennent eux, au gothique du XIVe siècle.
À l'extérieur, les seuls éléments gothiques encore visibles sont les portes de l'abside et quelques parties des murs.
Le reste a été masqué par les ajouts de l'architecte Angel Goicoechea au XIXe siècle : un porche néogothique et l'adjonction d'un presbytère en briques d'inspiration néo-mudéjare. Enfin, une façade typique de l'éclectisme médiéval donnant sur la promenade.
Des différentes tours de l'édifice, deux, dues à José Martínez de Ubago sont encore visibles. L'une d'elles, de taille importante, possède un couronnement baroque avec des mâchicoulis.
L'église Saint-Nicolas possède également un grand orgue baroque, le plus important de Pampelune.

### Sources et bibliographie
- (es) Cet article est partiellement ou en totalité issu de l’article de Wikipédia en espagnol intitulé « Iglesia de San Nicolás (Pamplona) » (voir la liste des auteurs).
- Divers auteurs, Guía de Arquitectura de Pamplona y su Comarca, 2006 Éditions Pamplona: Ona Industri Gráfica,  (ISBN 84-611-3284-X)